# Logania
Logania es un género con 58 especies de plantas de flores perteneciente a la familia Loganiaceae. Nativos de Australia, incluye hierbas, arbustos y pequeños árboles.

## Especies
- Logania albiflora
- Logania alpine
- Logania aungustifolia
- Logania archeri
- Logania amstrongii

## Sinónimo
- Nautophylla